# اوشا مهتا
اوشا مهتا (به انگلیسی: Usha Mehta) (زاده ۲۵ مارس ۱۹۲۰ – درگذشته ۱۱ اوت ۲۰۰۰) یک رهرو شیوه مبارزه گاندی و مبارز آزادی در هند بود. او همچنین به خاطر سازماندهی ایستگاه رادیو آزاد، که رادیو همایش مخفی نیز نامیده می‌شد در یادها باقی ماند که یک ایستگاه رادیویی زیرزمینی بود و به مدت چند ماه در جریان جنبش ترک هند در سال ۱۹۴۲ به فعالیت پرداخت. در سال ۱۹۹۸، دولت هند به او دومین جایزه عالی غیرنظامی هند، پادما ویبوشان را اعطا کرد.